# 棘尾纺轴螺
棘尾纺轴螺（学名：Columbarium pagoda costatum），是新腹足目拳螺科Columbarium属的一种。主要分布于台湾，常栖息在深海。